# Museo agricolo Angelo Masperi
Il museo agricolo "Angelo Masperi" è un museo del comune di Albairate (MI) ospitato in un'antica corte del centro abitato.

## Storia
Il museo venne inaugurato nel 1983 da una locale associazione di collezionisti ed amatori della civiltà contadina che, con il supporto dell'amministrazione comunale, realizzò all'interno dell'antica corte Salcano un museo sulla civiltà contadina locale. Nel 2003 il museo ha trovato una nuova valorizzazione ad opera del comune che l'ha dedicato all'ex sindaco albairatese Angelo Masperi, scomparso nell'agosto di quello stesso anno.
Il museo si presenta oggi con un aspetto estremamente didattico, in quanto le sue sale intendono guidare il visitatore attraverso la presa visione diretta di quelli che erano gli usi e i costumi della civiltà contadina dell'area del magentino, attraverso una copiosissima raccolta di materiale originale. Il museo ha sede presso la Cascina Salcano, in un'ala originariamente utilizzata nel complesso rurale come caseificio.

## La ghiacciaia
Elemento caratterizzante della struttura è una ghiacciaia antica che si trova all'esterno del museo, nel cortile della cascina, che venne costruita nel Settecento ed era utilizzata dai contadini per la conservazione degli alimenti durante il periodo estivo, attraverso l'utilizzo di lastroni di ghiaccio formatisi nei vicini fontanili o stagni.
La struttura della costruzione ha ancora oggi la forma di un cono, con alcuni gradini che permettevano di raggiungere la parte superiore che consentiva di inserire il ghiaccio, nonché una scalinata interna che dava accesso alla cantina attigua nella quale venivano conservati i prodotti deperibili.
Questa ghiacciaia, assieme a quella di Villa Massari di Corbetta, è una delle poche di quest'epoca ad essersi conservata praticamente intatta sino ai nostri giorni, rappresentando nel contempo anche una vivida testimonianza della civiltà contadina dei secoli passati.